# Stadio Annibale Riva
Lo stadio Annibale Riva è uno stadio di calcio situato a Albenga (SV), in Liguria. Ospita le partite casalinghe dell'ASD Albenga Calcio, della ASD Pontelungo 1949 e dell'US San Filippo Neri. Ha una capienza di 3.800 posti.

## Nome
Quando l'Albenga giocò la sua prima gara interna di campionato, il campo non aveva un vero e proprio nome e veniva identificato come Campo sportivo delle Sgorre, poiché situato in una zona periferica di Albenga chiamata con questo nome.
Ai tempi del fascismo venne denominato Campo sportivo del Littorio. Dopo la caduta del fascismo il campo venne intitolato ad Annibale Riva, partigiano ed appassionato collaboratore dell'Albenga Calcio.

### Annibale Riva
Annibale Riva nacque a Savona il 10 gennaio 1890 da Gio Batta Riva e da Carolina Campieri, studiò fino alla licenza elementare. Si sposò con Ester Maria Detamire, del quale rimase vedovo dal 1942, residente ad Albenga in via Roma 25/1 faceva il tappezziere. Ricordato come una persona laboriosa e semplice, si impegnò con passione nel gioco del pallone, sostenendolo ed incoraggiandolo. Collaborò assieme al figlio Nino con le Squadre di Azione Patriottica, nel gergo partigiano come sappista, del distaccamento Mazzini che operava nella zona di Albenga, mentre il figlio operava nel distaccamento “Filippo Airaldi”. 
Il nome di battaglia era Luca. Riva collaborò con i partigiani per 18 mesi prima di venire ucciso, combattendo tra il Bricco delle Penne, l'Armetta, il Fronté e il Monte Grande. Il 24 aprile 1945 si oppose alla fucilazione sommaria di un fascista, Augusto Vignola, ed assieme ad alcuni uomini lo stavano trasportando al comando a San Bernardino perché subisse un regolare processo. Tuttavia, all'altezza di Campochiesa il gruppo incrociò un camion dell'esercito tedesco in ritirata, Vignola urlando si divincolò e corse verso il camion che era pieno di soldati tedeschi i quali spararono contro i partigiani. Riva venne ferito, e si nascose in una cunetta, ma venne rapidamente raggiunto dai tedeschi che lo uccisero con un colpo di pistola alla nuca.

## Usi alternativi al calcio
Lo stadio ha ospitato nel corso degli anni anche alcuni concerti di artisti nazionale e internazionali, come Luca Carboni, Miles Davis, Anna Oxa, Gianni Morandi, Litfiba, Marco Masini, Umberto Tozzi, Tina Turner, Fabrizio De André, Lucio Dalla, Vasco Rossi, Luciano Ligabue, Pitura Freska, Elio e le Storie Tese, Claudio Baglioni, Francesco De Gregori, Renato Zero, Enrico Ruggeri, Nek.